# Zosimos
Zosimos (altgriechisch Ζώσιμος, latinisiert Zosimus) war ein griechischer spätantiker Geschichtsschreiber, der wohl um 500 n. Chr. ein Geschichtswerk mit dem Titel Historia nea („Neue Geschichte“) verfasste. Es gilt als das letzte antike Geschichtswerk eines heidnischen Autors und ist die einzige vollständig erhaltene ausführlichere Quelle für die Geschichte des Römischen Reiches in den Jahren 378 bis 410 n. Chr., wenngleich es mehrere chronologische und sachliche Irrtümer enthält.

## Leben und Werk
Zosimos stammte vermutlich aus dem syrisch-palästinischen Raum und genoss eine gute Ausbildung. Der Patriarch Photios I. von Konstantinopel bezeichnete ihn rückblickend als Comes und ehemaligen Advocatus fisci, er scheint also eine juristische Laufbahn verfolgt zu haben.
Wohl zwischen 498 und 518 (nach Ansicht mancher Forscher zwischen 498 und 502) verfasste er eine Neue Geschichte (griechisch: Ίστορία νέα/Historía néa) des Römischen Reiches in sechs Büchern. Sie behandelte die Geschichte vom Trojanischen Krieg bis 410, wobei die frühe Geschichte sehr gestrafft geschildert wird und das Werk abrupt endet. Nach einem sehr knappen Abriss der Kaiserzeit bis Diokletian (der Abschnitt über die Herrschaft dieses Kaisers fehlt heute) folgt eine ausführlichere Beschreibung der Geschehnisse im 4. und frühen 5. Jahrhundert. Die Schilderung bricht kurz vor der Eroberung Roms durch den Westgotenkönig Alarich I. im Jahr 410 ab. Es wird davon ausgegangen, auch aufgrund fehlender Endbearbeitungen, dass das Werk nicht fertiggestellt wurde.
Zosimos benutzte mehrere heute verlorene Quellen. So zog er unter anderem insbesondere die Werke der beiden Nichtchristen Eunapios von Sardes und (ab Buch 5,26) Olympiodoros von Theben heran, für den Beginn seines Werks wahrscheinlich auch die Chronik des Publius Herennius Dexippus, für den Persienfeldzug Kaiser Julians möglicherweise die Abhandlung des Magnus von Karrhai und ansonsten Orakelsammlungen. Zosimos orientierte sich weitgehend an seinen jeweils benutzten Quellen, deren Wertungen er oftmals übernahm, auch wenn sich dadurch Widersprüche in der Schilderung ergaben: So wird etwa der mächtige magister militum Stilicho in Anlehnung an das Werk des Eunapios (das Zosimos nach der Aussage des Photios, dem noch beide Werke vorlagen, sehr intensiv benutzt hat) zunächst negativ, später jedoch (offenbar aufgrund der Heranziehung des Geschichtswerks des Olympiodoros) positiv geschildert. Die ihm vorliegenden Berichte sind aber wohl teils auch absichtlich ergänzt worden – wie sehr dies der Fall ist, ist in der Forschung allerdings umstritten. Das Werk muss nach 425 verfasst worden sein, da in diesem Jahr das Werk des Olympiodoros endete, das Zosimos für den Schlussteil seines Werkes als Hauptquelle benutzt hat; das Werk lag spätestens im späten 6. Jahrhundert vor, da Euagrios Scholastikos es in seiner Kirchengeschichte zitierte.
Zosimos war ein bekennender Pagane („Heide“) und ein dezidierter Feind des Christentums, was sich auch in seinem Werk bemerkbar macht und so viel an Objektivität einbüßt. Oft wird angenommen, das Fehlen der Abschnitte über den Christenverfolger Diokletian und die Eroberung Roms (die die Nichtchristen als Rache der Götter am christianisierten Imperium verstanden) sei kein Zufall, sondern spätere christliche Kopisten hätten diese Schilderungen bei Zosimos als anstößig empfunden und die entsprechenden Passagen bewusst nicht überliefert. Doch auch so wird deutlich, dass Zosimos den angeblichen Verfall des Imperiums als Bestrafung für die Abkehr von den alten Göttern auffasste: Indem Konstantin der Große 313 die fälligen Säkularfeiern nicht abgehalten habe, habe das Reich den göttlichen Beistand eingebüßt. Diese Position übernahm Zosimos zweifellos bereits aus seinen Quellen. Aber auch an anderen Stellen polemisierte Zosimos gegen die christlichen Kaiser, während er den letzten paganen Herrscher Julian ausgiebig preist. Das Geschichtsbild des Zosimos ist stark negativ gefärbt, wobei der Abfall von den paganen Kulten der zentrale Punkt in der Schilderung ist. Für Zosimos ist der Untergang des Römischen Reiches bereits ein unausweichliches Faktum, obwohl das Ostreich noch sehr lange Zeit bestehen blieb. In diesem Sinne wollte er nach eigener Aussage die Geschichte dieses vermeintlichen Untergangs beschreiben und aus explizit paganer Perspektive deuten, als Parallele zur Beschreibung des Aufstiegs des Imperiums durch Polybios.
Das Werk des Zosimos, das stilistisch eher einfach und ohne größere rhetorische Ausschmückungen geschrieben wurde, kann intellektuell nicht entfernt mit dem anderer spätantiker Geschichtsschreiber wie Ammianus Marcellinus, Olympiodoros von Theben (der, wie anhand von Fragmenten seines Werks erkennbar, genauere Angaben machte), Priskos oder Prokopios von Caesarea konkurrieren, die als Zeitgenossen über teilweise Selbsterlebtes berichteten und wesentlich objektiver urteilten. Zudem sind Zosimos auch faktisch mehrere inhaltliche Fehler unterlaufen (chronologische, ethnographische, geographische und militärische); selbst im Hinblick auf die reine Wiedergabe seiner Quellen ist er teils unzuverlässig, so dass die faktische Qualität seines Werks eher bescheiden ist. Zosimos scheint zudem Teile der Darstellung so arrangiert zu haben, dass sie seiner Darstellungsabsicht entsprachen. Dennoch stellt das Werk aufgrund des Verlusts anderer spätantiker Geschichtswerke, die Zosimos wiederum mehr oder weniger zuverlässig benutzt hat, die Hauptquelle für die Ereignisse von 378 (nach dem Ende des Res gestae des Ammianus) bis 410 dar.
Von Zosimos’ weiterem Leben ist nichts bekannt. Dass es zu Beginn des 6. Jahrhunderts noch möglich war, ein offen antichristliches Werk zu publizieren, das offenbar auch sein Publikum fand und verbreitet wurde, ist ein Indiz dafür, dass das „Heidentum“ damals zwar seit langem auf dem Rückzug war, aber noch immer existierte und von gewisser Bedeutung war. Dennoch verhinderte die nichtchristliche Ausrichtung eine intensivere Nachwirkung von Zosimos’ „Neuer Geschichte“.
Das Werk ist nur in einer Handschrift aus dem 10. Jahrhundert überliefert (Codex Vaticanus Graecus 156), die erste vollständige Edition des griechischen Texts wurde von Friedrich Sylburg 1590 in Frankfurt am Main herausgegeben. Textgrundlage bildet heute die kritische Edition Ludwig Mendelssohns.

## Ausgaben und Übersetzungen
Eintrag in Clavis Historicorum Antiquitatis Posterioris (CHAP).
- Zosime. Histoire Nouvelle. Übersetzt und kommentiert von François Paschoud. 3 Bände, Budé, Paris 1971–1989 (mit Einleitung, französischer Übersetzung und umfangreichem Kommentar); Zosime. Histoire nouvelle. Tome I. Texte établi et traduit par François Paschoud. Nouvelle édition. Belles lettres, Paris 2000 (aktualisierte Auflage des ersten Bands).
- Zosimos. Neue Geschichte. Übersetzt und eingeleitet von Otto Veh, durchgesehen und erläutert von Stefan Rebenich (= Bibliothek der griechischen Literatur. Band 31). Hiersemann, Stuttgart 1990, ISBN 3-7772-9025-4.
- Ronald T. Ridley (Hrsg.): Zosimus. New History. Canberra 1982 (englische Übersetzung mit Kommentar).
- Zosimi comitis et exadvocati fisci Historia nova. Herausgegeben von Ludwig Mendelssohn, Olms, Hildesheim u. a. 2003 [2. Nachdruck der Ausgabe Teubner, Leipzig 1887], ISBN 978-3-487-05208-3.